# Европейская Авиагруппа
Европейская Ударная Авиагруппа впервые появилась во время Боснийской войны для координации взаимодействий ВВС Франции c подразделениями британских RAF в рамках операции «Обдуманная сила». С 1997 года в работе авиагруппы участвуют также и представители Бельгии, Германии, Испании, Италии и Нидерландов, а с 2007 года к ним добавились ВВС Норвегии и Швеции.

страны, основавшие Европейскую авиагруппу
страны, присоединившиеся в 1997 году
страны, присоединившиеся в 2007 году

## Управление
Штаб-квартира авиагруппы находится в той стране, откуда её командир. Обычно это четырёхзвездный генерал, занимающий должность начальника штаба национальных ВВС. В его распоряжении постоянный персонал из 30 человек, которые координируют взаимодействие между штабами ВВС стран-участниц.
Ротация командования происходит ежегодно.

## Задачи
Основными задачами Европейской авиагруппы сегодня являются развитие боевого потенциала национальных ВВС, организация поисково-спасательных операций в зоне боевых действий (Combat Search And Rescue), управление беспилотными воздушными аппаратами (Unmanned Aerial Vehicles), координация поставок топлива. 
Раз в год авиагруппа проводит учения под кодовым названием VOLCANEX.